# Aspicarpa salicifolia
Aspicarpa salicifolia là một loài thực vật có hoa trong họ Malpighiaceae. Loài này được (Chodat) Nied. mô tả khoa học đầu tiên năm 1912.